# Elephant Ridge
Elephant Ridge ist ein stark gekrümmter Gebirgskamm an der Ostküste der westantarktischen Alexander-I.-Insel. Er erstreckt sich in vorwiegend ostwestlicher Ausrichtung über eine Länge von 800 m und ragt 1,1 km südsüdöstlich des Khufu Peak und 1,45 km südwestlich des Giza Peak bis zu 699 m hoch auf. Im Süden wird er durch den Uranus-Gletscher begrenzt.
In wissenschaftlichen Berichten der frühen 1960er Jahre ist dieser Gebirgskamm unter dem Namen Man Pack Hill verzeichnet. Das UK Antarctic Place-Names Committee gab ihm dagegen am 23. April 1998 seinen deskriptiven Namen, da die höchste Erhebung an den Kopf eines Elefanten mit dem Gebirgskamm als dessen Rüssel erinnert.